# Кейт Мортън
Кейт Мортън (на английски: Kate Morton) е австралийска писателка, авторка на бестселъри в жанровете мистерия, исторически роман и любовен роман.

## Биография и творчество
Кейт Мортън е родена на 19 юли 1976 г. в Бери, Австралия като най-голямата от три сестри. Майка ѝ, Даян, е търговец на антики. Баща ѝ е строителен инженер и семейството много се мести. Израства в Нов Южен Уелс и в планините на Югоизточен Куинсланд. От малка много обича да чете.
Получава бакалавърска степен по драматично изкуство в Тринити Колидж в Лондон и участва в летен Шекспиров курс по актьорско майсторство към Кралската академия за драматично изкуство в Лондон. Получава магистърска степен с отличие по английска филология в Университета на Куинсланд. Кандидатства за получаване на докторска степен в него на тема „Елементи на готика и мистерия“ в съвременните романи, но прекъсва работата си, за да се насочи към писателската си кариера.
Докато е студентка в Куинсланд, завършва два ръкописа, които не са публикувани. Първият ѝ роман, „Изплъзване от времето“, е издаден през 2006 г. През 2007 г. става бестселър в Англия, а през 2008 г. в САЩ.
Следващите ѝ романи „Забравената градина“, „Отминали времена“ и „Пазителка на тайните“ също са бестселъри. Произведенията ѝ са определяни от критиката като „романи с атмосфера“. Те са издадени в над 9 млн. екземпляра в над 40 държави по света.
Кейт Мортън живее със семейството си в предградие „Падингтон“ на Бризбейн.

## Произведения

### Самостоятелни романи
- The House at Riverton (2006) – издаден и като The Shifting Fog
Изплъзване от времето, изд.: Унискорп, София (2010), прев. Теодора Давидова
- The Forgotten Garden (2008)
Забравената градина, изд.: ИК „Колибри“, София (2012), прев. Надежда Розова
- The Distant Hours (2010)
Отминали времена, изд.: ИК „Колибри“, София (2013), прев. Надежда Розова
- The Secret Keeper (2012)
Пазителка на тайните, изд.: ИК „Колибри“, София (2014), прев. Надежда Розова
- The Lake House (2015)
Къщата край езерото, изд.: ИК „Колибри“, София (2016), прев. Надежда Розова
- The Clockmaker's Daughter (2018)
Дъщерята на часовникаря, изд.: ИК „Колибри“, София (2021), прев. Надежда Розова
- Homecoming (2023)